# Aleurotrachelus parvus
Aleurotrachelus parvus là một loài côn trùng cánh nửa trong họ Aleyrodidae, phân họ Aleyrodinae.
Aleurotrachelus parvus được Hempel miêu tả khoa học đầu tiên năm 1899.